# 요로정
요로정(일본어: 養老町)은 일본 기후현 서부에 있는 요로군의 정이다.

## 지리
서쪽으로 요로 산지, 동쪽으로 이비강에 끼어 있어 남북으로 가늘게 퍼져 있다. 요로 산지를 사이에 두고 미에현과 접한다.

## 역사
- 1954년 - 다카다정, 요로촌, 히로하타촌, 가미타도촌, 이케베촌, 가사고촌, 오바타촌, 다기촌, 히요시촌, 아이하라촌의 일부가 합병해 요로정이 성립하였다.

## 교통

### 철도
- 요로 철도 요로선

### 도로
- 도메이 고속도로
- 국도 258호선